# Pražský patriot
Pražský patriot je zpravodajský internetový portál, provozovaný od roku 2013. Zaměřuje se na denní události v hlavním městě, na zajímavosti týkající se Prahy, na místa v Praze i na lidi z Prahy. Hlavní rubriky, do kterých jsou články řazeny: Zpravodajství, Pražská doprava, Pražská politika, Pražská kultura, Pražské krimi, Víkendové tipy, Pražský život, Dětská Praha, Seniorská Praha, Pražský sport.
Bývá citován jako zdroj informací týkajících se Prahy (např. Magistrát hlavního města Prahy, Severojižní magistrála, Vršovická drážní promenáda) a jeho články přebírají na své weby i veřejné a jiné instituce.